# Порсьен
Графство Порсьен, Порсеан, Порсиан (фр. Comté de Porcien, Porcéan) — небольшое французское графство (позднее титулярное княжество) в Шампани (современный департамент Арденны) с центром в замке Шато-Порсьен неподалёку от Ретеля. В разное время им владели Шатильоны, Круа и Аренберги.
Графство Порсьен существовало ещё при Каролингах, однако никаких сведений о его правителях до X века нет. Первый граф Стефан упоминается под 956 годом. Сведения о ранних графах (до XI века) весьма отрывочны.
В 1302 году граф Жак продал графство Гоше V де Шатильону (ум. 1329), коннетаблю Франции. Потомки Гоше владели графством до 1395 года, когда Жан II де Шатильон продал Порсьен герцогу Людовику Орлеанскому.
Наследник Людовика, Карл Орлеанский в 1438 году перепродал графство Антуану I де Крою. Один из его потомков, Антуан II де Крой получил в 1561 году титул князя Порсьен.
После смерти в 1612 году Шарля III де Кроя титул князя Порсьен вместе с другими титулами этой ветви дома де Крой перешёл к Аренбергам.
В 1608 году Порсьен выкупил у Аренбергов владелец соседнего Ретеля — Карл I Гонзага. Его внук в 1659 г. продал права на Невер, Ретель и Порсьен кардиналу Мазарини. На этих землях тот создал в 1663 году для своей племянницы Гортензии Манчини герцогство Мазарини, в состав которого вошла и территория графства Порсьен. Гортензия получила также титул княгини Шато-Порсьен.
Её потомки владели Порсьеном до Великой французской революции, когда (в 1789 году) все владения герцогини Луизы Мазарини (1759—1826) были конфискованы. Тем не менее Луиза продолжала носить титул княгини Шато-Порсьен. Этот титул она передала своему сыну, князю Монако Оноре V (1778—1842). В настоящее время титул князя Порсьен входит в титулатуру князей Монако и его носителем является князь Альбер II.